# Liz Crake
Pas d'image ? Cliquez ici

a Compétitions nationales et continentales officielles uniquement.

b Matchs officiels uniquement.
Liz Crake, née le 8 novembre 1994 à Bishop's Stortford (Angleterre) est une joueuse internationale anglaise de rugby à XV, évoluant au poste de pilier pour les Ealing Trailfinders.

## Biographie
Liz Crake naît le 8 novembre 1994 à Bishop's Stortford. Elle rejoint les Wasps (en) en 2014 alors qu'elle est toujours étudiante.
En 2023, elle rejoint les Ealing Trailfinders.
Elle fait ses débuts en équipe d'Angleterre durant le Tournoi des Six Nations 2023 contre l'Écosse.
En parallèle de sa carrière sportive, elle occupe la fonction de dentiste.